# Fiera Internazionale del Libro di Santiago
La Fiera Internazionale del Libro di Santiago (Filsa) è una fiera del libro cilena che si svolge annualmente a Santiago durante il trimestre di ottobre-dicembre, e viene organizzata dalla Camera Cilena del Libro.

## Storia

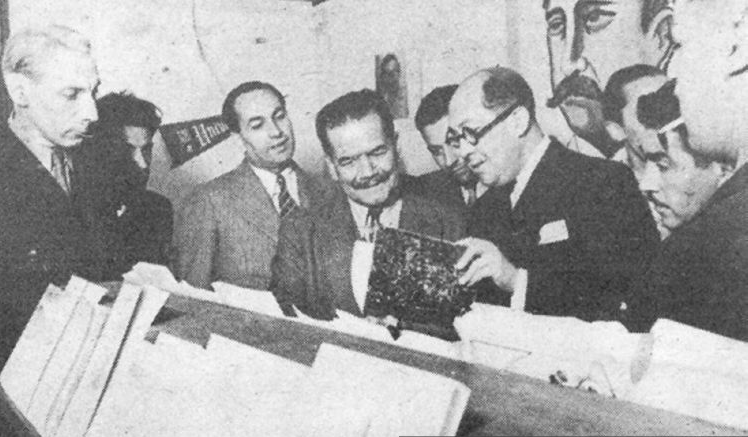
Al centro, Pedro Aguirre con Alberto Rosmarino durante la fiera del 1939

Prima che venisse introdotta la versione moderna della fiera del libro, ci furono alcune versioni precedenti, tra le quali non si può non citare la Prima Settimana del Libro Cileno (del 9 al 16 settembre del 1933), promossa dalla Società di Scrittori del Cile (SECH), e la prima grande feria celebrata nell'Alameda nel 1939. Questa fiera—il cui gestore fu Alberto Rosmarino, che si trovava a capo della SECH quel periodo—venne visitata dall'allora presidente Pedro Aguirre Scrofa.
La fiera moderna, con celebrazione annuale, è nata nel 1981, grazie all' iniziativa del sindaco di Santiago dell'epoca, Carlo Bombal. Inizialmente veniva realizzata nel parco Forestale, dietro il Museo Nazionale di Belle Arti; ciò nonostante, dal 1989 iniziò a celebrarsi nel Centro Culturale Stagione Mapocho.

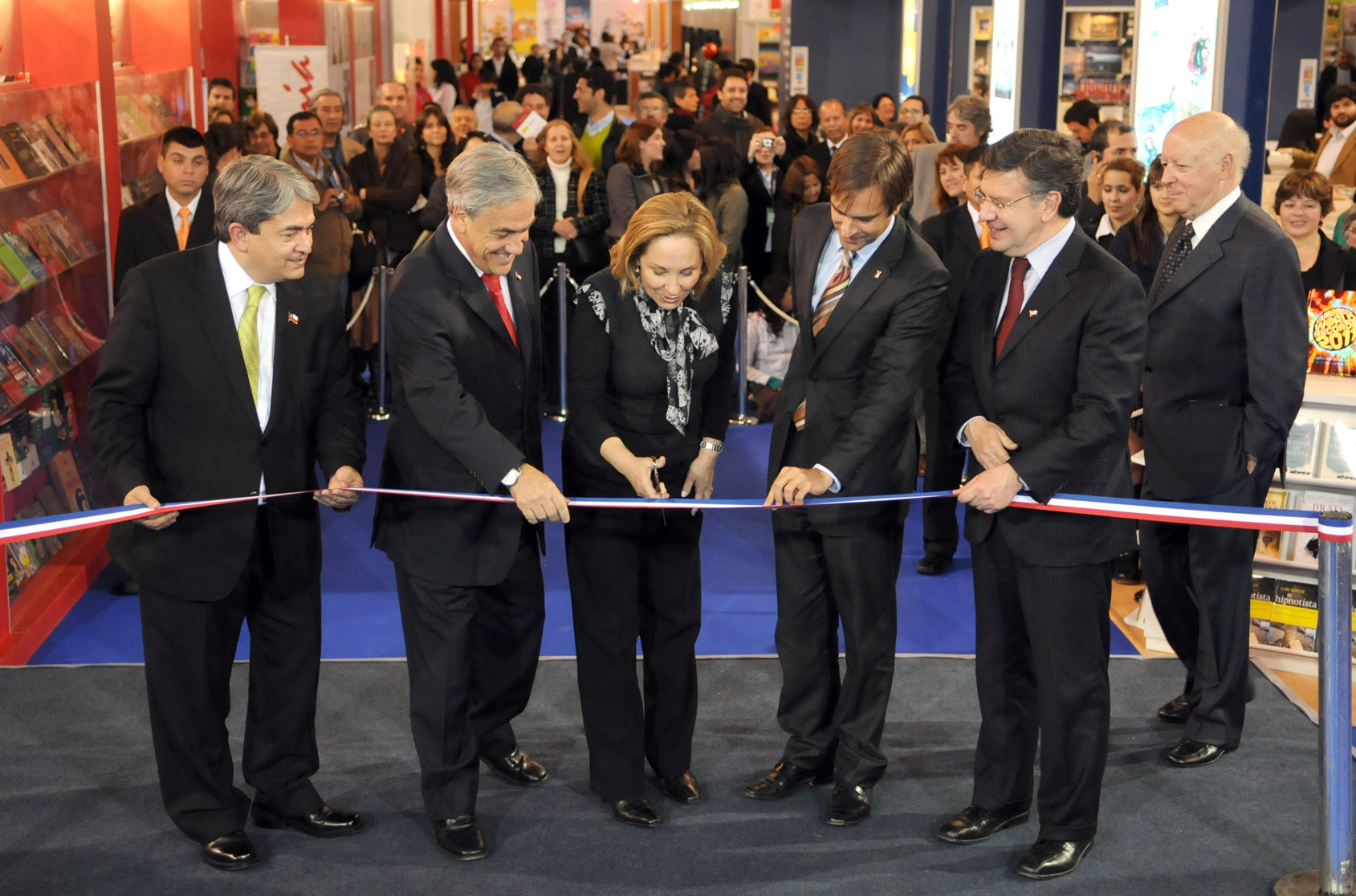
Inaugurazione della Fiera Internazionale del Libro di Santiago nel 2010.

Nel 1990 si qualificò come fiera «Internazionale» e nel 2011 ci fu, per la prima volta, un settore dedicato al libro elettronico. Quell'anno si registrò un totale di 260 000 visite, ci furono più di 500 attività culturali, 400 scrittori e più di 700 marchi editoriali rappresentati in più di 10 000 metri quadrati di esibizione.
Nello stesso luogo dove un tempo si svolgeva la Fiera del Libro di Santiago, a partire dal 2003 si celebrò a gennaio la Fiera del Libro Parco Forestale, nella piazza Juan Sebastián Bach/Museo di Arte Contemporanea, con ingresso gratuito e di carattere nazionale.

## Edizioni
Le edizioni della fiera sono state:
| Edizione                       | Data                         | Tema centrale                                      | Invitato(i) d'onore                                    |
| ------------------------------ | ---------------------------- | -------------------------------------------------- | ------------------------------------------------------ |
| Fiera Nazionale del Libro      |                              |                                                    |                                                        |
| I                              | 20 novembre-8 dicembre 1981  | —                                                  | —                                                      |
| II                             | 26 novembre-12 dicembre 1982 | —                                                  | —                                                      |
| III                            | 24 novembre-11 dicembre 1983 | —                                                  | —                                                      |
| IV                             | 22 novembre-9 dicembre 1984  | —                                                  | —                                                      |
| V                              | 21 novembre-8 dicembre 1985  | —                                                  | —                                                      |
| VI                             | 20 novembre-8 dicembre 1986  | —                                                  | —                                                      |
| VII                            | 19 novembre-8 dicembre 1987  | —                                                  | —                                                      |
| VIII                           | 24 novembre-11 dicembre 1988 | —                                                  | —                                                      |
| IX                             | 2-19 novembre 1989           | La transizione                                     | —                                                      |
| Fiera Internazionale del Libro |                              |                                                    |                                                        |
| X                              | 8-25 novembre 1990           | La comunicazione                                   | —                                                      |
| XI                             | 21 novembre-8 dicembre 1991  | —                                                  | —                                                      |
| XII                            | 5 di ottobre-1 novembre 1992 | —                                                  | —                                                      |
| XIII                           | 18 novembre-5 dicembre 1993  | Juntémonos nella stagione                          | —                                                      |
| XIV                            | 17 novembre-4 dicembre 1994  | —                                                  | —                                                      |
| XV                             | 14 novembre-3 dicembre 1995  | —                                                  | —                                                      |
| XVI                            | 21 novembre-8 dicembre 1996  | —                                                  | —                                                      |
| XVII                           | 21 novembre-8 dicembre 1997  | Dimmi qualcosa che non muoia                       | [ senza fonte ]                                        |
| XVIII                          | 27 ottobre-8 novembre 1998   | Per dove va questo Titanic (l'uomo nel cibermundo) | Cuba                                                   |
| XIX                            | 26 ottobre-7 novembre 1999   | Il valore della parola                             | [ senza fonte ]                                        |
| XX                             | 30 ottobre-12 novembre 2000  | Omaggio a un secolo                                | Perù                                                   |
| XXI                            | 23 ottobre-4 novembre 2001   | La passione di leggere                             | Francia                                                |
| XXII                           | 22 ottobre-3 novembre 2002   | Miti e leggende                                    | Uruguay                                                |
| XXIII                          | 28 ottobre-9 novembre 2003   | Il libro: memoria e orma dell'umanità              | Unione europea                                         |
| XXIV                           | 1-14 novembre 2004           | Biblioteche l'arca dell'umanità                    |                                                        |
| XXV                            | 25 ottobre-6 novembre 2005   | Una festa familiare                                | Spagna                                                 |
| XXVI                           | 24 ottobre-5 novembre 2006   | Che nessuno rimanga fuori                          | Perù                                                   |
| XXVII                          | 23 ottobre-4 novembre 2007   | —                                                  |                                                        |
| XXVIII                         | 31 ottobre-16 novembre 2008  | —                                                  |                                                        |
| XXIX                           | 30 ottobre-15 novembre 2009  | Il valore della parola                             |                                                        |
| XXX                            | 29 ottobre-14 novembre 2010  | FILSA nel Bicentenario                             |                                                        |
| XXXI                           | 28 ottobre-13 novembre 2011  | Un luogo di ritrovo                                |                                                        |
| XXXII                          | 25 ottobre-11 novembre 2012  | Un festival di libri                               |                                                        |
| XXXIII                         | 26 ottobre-10 novembre 2013  | Un festival di lettori e Filsa p'al che legge      | «Il pubblico lettore»                                  |
| XXXIV                          | 23 ottobre-9 novembre 2014   | Santiago sta pieno di autori                       | «L'autore»                                             |
| XXXV                           | 22 ottobre-8 novembre 2015   | Sì all'autocultivo                                 | Paesi nordici: Danimarca, Finlandia, Norvegia e Svezia |
| XXXVI                          | 20 ottobre-6 novembre 2016   | Scrittori senza ruolo di scrittori                 |                                                        |
| XXXVII                         | 26 ottobre-12 novembre 2017  | Sia come sia, andiamo a FILSA                      |                                                        |
| XXXVIII                        | 25 ottobre-11 novembre 2018  | Vive la tua storia                                 | Perù                                                   |

## Critiche
Dopo 20 anni dal passaggio al Centro Culturale Stagione Mapocho, alcuni scrittori ed editori ancora non coglievano lo spirito originale della fiera, quando si svolgeva nel parco Forestale. Così, Pablo Huneeus affermò nel 2010 che il principale contributo della Fiera era quello di portare il libro sulla strada: «Scrivere in Cile per i cileni. È ciò che facevano gli impressionisti, dipingere non nell'Accademia, bensì nel luogo dei fatti. Il risultato è un altro, più reale e vicino al cuore [...] In un'area chiusa, dove si paga per entrare, la Fiera perde visitatori.  Rimango fedele a quella del Jumbo invece: gratis, più economica e maggiore varietà di libri nazionali». Così Ramón Díaz Eterovic commentava al riguardo: «La Fiera veniva progettata a misura d'uomo ed era un punto di incontri molto vivaci per noi che allora eravamo scrittori giovani. Al tempo non era ancora diventata una specie di vagone della metropolitana nel quale bisognava sgomitare e farsi strada per entrare».
Poco dopo che terminasse la XXXV Fiera Internazionale di Santiago, alla fine del 2015 si sviluppò una nuova fase del conflitto che si trascinava dall'anno precedente a causa del divario di interessi tra editori e commercianti, e che culminò poi con l'uscita di ben nove case editrici, e tra queste, le più grandi del paese. Le rinunciatrici furono: Cal y Canto, Catalonia, Cosar, Edebé, Ediciones B, Nueva Patris, Penguin Random House, Planeta e Zig-Zag. Questo intimorì il Centro per il Libro e la Lettura —nuovo organismo creato per quelli che si ritirarono—, riguardo a come si sarebbe svolta la FILSA 2016 e la sua partecipazione in essa.
Una delle critiche ricorrenti alla FILSA è stato il prezzo degli ingressi e gli inviti limitati alle presentazioni dei libri, inoltre, nel 2014 non fu più permesso l'ingresso gratuito ma si diede accesso solo ad uno sconto. Per il 2016, dopo una riunione tra la Camera Cilena del Libro e il Consiglio Nazionale della Cultura e le Arti, venne concordata l'entrata gratuita (con invito) a tutte le attività culturali specifiche della Fiera (ossia, presentazioni di libri, tavoli, ecc); inoltre, come era stato richiesto, per la prima volta venne creato un abbonamento per accedere alla Fiera tutti i 17 giorni ad un prezzo unico (5000 dollari, un prezzo economico se si considera che un solo ingresso ne costava generalmente 2000) e si mantennero i giorni speciali con ingresso gratuito per le donne (mercoledì); adulti più anziani (lunedì); studenti (giovedì) e professori (venerdì).
Nel 2018 si visse una nuova fase del conflitto che avevano avuto la Camera del Libro e Il Centro per il Libro che portò quest' ultima ad annunciare la sua mancata partecipazione alla XXXVIII edizione della FILSA, per disaccordo con l'organizzazione dell'evento, quella che si trovava a carico della prima. La decisione, alla quale si piegò l'Associazione di Editori del Cile (AECh), si era presa in seguito ad alcune fallite discussioni tenutesi a luglio. Arturo Infante, presidente del Centro, segnalò che ciò fu dovuto ai rappresentanti della Camera che avevano mostrato «una posizione assolutamente contraria a qualsiasi cambiamento», per cui avevano «una visione molto critica della fiera», tra l'altro, non erano d'accordo con «la questione dell'accesso né con gli interessi commerciali». Infante dichiarò che il Centro fosse sostenitore del modello argentino, ovvero favorevole al fatto che l'evento venisse organizzato per una fondazione in cui fossero incluse tutte le corporazioni del settore; inoltre, credeva che la Filsa fosse rimasta indietro e ad oggi superata da quelle di Lima e Bogotá. Pertanto, affermò che stava valutando di celebrare una propria fiera.